# Сігне Бро
Сігне Бро (дан. Signe Bro, 5 березня 1999) — данська плавчиня.
Призерка Чемпіонату Європи з водних видів спорту 2018 року.